# Filippinske-Amerikanske Krig
Den filippinsk-amerikanske krig var en krig mellem amerikanske okkupationsstyrker og filippinere fra 1899 til 1913. Konflikten bliver også på amerikansk side kaldt "Det filippinske oprør".

## Krigens baggrund
I december 1898 købte USA Filippinerne fra Spanien for 20 millioner dollar ved Paris-aftalen efter den amerikanske sejr i Den spansk-amerikanske krig 1898. USA ønskede Filippinerne som koloni, men Filippinerne, som havde kæmpet en krig for national selvstændighed fra Spanien siden august 1896, havde allerede den 12. juli 1898 erklæret national selvstændighed og skrevet en forfatning, valgt overgangsregering og midlertidig præsident. I januar 1899 var overgangstiden afsluttet og præsident Emilio Aguinaldo, og ligeledes den nationale regering, tiltrådte formelt.

## Krigsudbruddet
Spændinger var bygget op mellem filippinere og amerikanske styrker på øerne, fordi de to sider havde forskellige syn på Filippinernes fremtid. Amerikanerne ville ikke acceptere, at Filippinerne var blevet en selvstændig stat. Kamphandlingerne blev udløste ved, at en amerikansk soldat den 4. februar 1899 skød en filippinsk soldat, som krydsede en bro til amerikansk kontrolleret område i San Juan del Monte ved Manila. USA's præsident William  McKinley sagde senere til journalister, "at oprørerne havde angrebet (Manila)".
McKinley-regeringen brændemærkede derefter Aguinaldo som "lovløs bandit". Der kom aldrig nogen formel krigserklæring. To grunde til dette kan tænkes: 
1. Ved at betegne det hele som "Det filippinske oprør" blev det beskrevet som forsvar mod et oprør mod legitime myndigheder og tilslørede, at den eneste del af Filippinerne, som var under amerikansk kontrol, var Manila.
2. Desuden stod regeringen stærkere i forhold til amerikanske krigsveteraner, dersom der ikke havde været nogen krig.

I USA har den officielle betegnelse "oprør" hele tiden været anfægtet, og i 1999 fik kritikerne det endelige gennembrud ved, at Kongresbiblioteket omgjorde sin klassificering af konflikten fra "oprør" til "krig".

## Amerikansk optrapning
En stor amerikansk styrke (126.000 soldater) måtte til for at besætte landet og kom til at blive i stadig kamp mod filippinske patrioter i yderligere et tiår. Den amerikanske hær rekrutterede også macabebe-filippinere.
Ved udgangen af februar 1899 havde de amerikanske styrker fået overtaget i Manila-området, og den filippinske befrielseshær måtte trække sig tilbage mod nord. Amerikanerne sejrede over filippinerne under de hårde kampe i 1899, ved Quingua (april), Zapote-broen (juni) og Tirad-passet (december). Efter, at general Antonio Luna blev snigmyrdet i juni og general  Gregorio del Pilar faldt ved Tirad-passet, var filippinernes mulighed for at kæmpe en konventionel krig væsentlig svækket. I 1900 gav derfor Aguinaldo sin hær ordre om at gå over til guerillakrig, og dette gjorde det meget vanskeligt for amerikanerne at vinde kontrol over landet. Amerikanske tab ved Mabitac og Balangiga kunne dog ikke føre til varige amerikanske tilbageslag. 
I marts 1901 blev Aguinaldo taget til fange af macabebe-spejdere i amerikansk tjeneste i Palanan, Isabela og overleveret til general Frederick Funston. Den 4. juli 1902 erklærede præsident Theodore Roosevelt, at oprøret (krigen) var ovre. 
Amerikanerne havde ved udgangen af 1903 formået at tage kontrollen med alle byområder og lavlandsområderne ved kysterne. I 1907 blev den sidste filippinske general, som fremdeles kæmpede videre, Macario Sacay, taget til fange og hængt.
Selvom der blev indført nogle ordninger, som indebar en begrænset grad af selvstyre, endte guerillakrigen ikke før end i 1913, da USAs præsident Woodrow Wilson proklamerede, at amerikansk politik fra da af ville tage sigte på at sikre Filippinerne fuld uafhængighed. I syd fortsatte muslimske filippinere at kæmpe mod amerikanerne frem til 1916. Denne fortsatte modstandskamp kaldte amerikanerne for "Moro-oprøret" (the Moro rebellion).
Under dette oprør kom amerikanerne til, at de burde være i stand til at standse en angribende moro med et enkelt skud. For at imødekomme dette behov blev M1911-pistolen senere udviklet for ammunition af større kaliber (.45 ACP). I mellemtiden blev den ældre Colt Single Action Army i .45 Colt udleveret på ny.

## Amerikansk modstand mod krigen
Nogle amerikanere, især Mark Twain, Andrew Carnegie og andre medlemmer af "Det amerikanske anti-imperialistiske forbund", protesterede på det stærkeste mod anneksionen af Filippinerne. Andre amerikanere troede, at Filippinerne selv ønskede at blive del af USA. Anti-imperialistiske bevægelser hævdede, at De forenede Stater havde forrådt sine høje idealer fra den spansk-amerikanske krig ved selv at blive kolonimagt ved blot at tage Spaniens plads på Filippinerne. Da meldinger om amerikanske ugerninger under krigen blev kendt i USA, sank den folkelige støtte for krigen.

## Konsekvenser
De filippinske militære tab anslås til 20.000, men de civile tab anslås til mellem 250.000 og 1.000.000 filippinere. I 1908 skrev Manuel Arellano Remondo i bogen General Geography of the Philippine Islands:  "Befolkningen aftog på grund af krigene i femårsperioden 1895 til 1900, for ved begyndelsen af det første oprør var befolkningen anslået til 9.000.000, men nu (1908), overskrider ikke indbyggere i øriget 8.000.000 i antal."
Under krigen blev 4.234 amerikanske soldater dræbt og 2.818 såret. 
Amerikanernes metoder i landdistrikterne inkluderede også, at man afbrændte landsbyer og afgrøder, slagtede kvæget, torturerede fanger (fx ved vandtortur), og at civilbefolkningen blev drevet sammen i "beskyttede områder". Mange civile tab skyldtes sygdomme og hungersnød udløst af denne politik. Meldinger om, at filippinere skulle have skudt amerikanske fanger, udløste ofte svært omfattende repressalier. Mange amerikanske officerer og soldater betegnede det, de var sat til, som "nigger killing business". 
Under den amerikanske okkupation blev engelsk gjort til landets officielle sprog, selv om befolkningens sprog var spansk, cebuano, tagalog, ilocano og en række andre filippinske sprog. Seks hundrede engelsklærere blev bragt fra USA på krigsskibet USS «Thomas». 
Den katolske kirke blev frataget sin særstatus, megen kirkelig ejet jord blev opkøbt og redistribueret. 
I 1914 fremholdt Dean C. Worcester, USA's tidligere statssekretær for filippinske anliggender (1901–1913), at den civilisation og de forbedringer, som kom til med den amerikanske okkupation, havde resulteret i at udvikle nøgne vildmænd (naked savages) til kultiverede og uddannede mennesker.
En af de mest omstridte amerikanske ledere var brigadegeneral Jacob H. Smith , som var leder over de amerikanske styrker i Samar-felttoget i 1901, hvor han brugte Den brændte jords taktik på både byer og jungler. Samtidig gav han ordre til sine soldater om at dræbe alle over ti år for at knuse fjendens moral. Det er ikke sikkert hvor mange, som blev dræbt under felttoget, men der skal have været over 3.000 dræbte civile. I maj 1902 blev Smith stillet for krigsret for sine grusomme handlinger og mistede sin stilling samme år.